# Фрювирт, Эдуард
Эдуард Фрювирт (нем. Eduard Frühwirth; 17 ноября 1908 — 24 февраля 1973) — австрийский футболист, игравший на позиции полузащитника. По завершении игровой карьеры — тренер.

## Карьера игрока
Карьеру игрока начал в возрасте 19 лет (1927 год) в венском «Рапиде», где провел только один официальный матч. Затем играл в менее титулованных австрийских клубах и в 1940 году закончил футбольную карьеру.

## Тренерская карьера
Эдуард Фрювирт с большим успехом продолжил карьеру тренера. Начинал ее в «Флоридсдорфе», где он был один сезон играющим теренром. Оттуда в 1947 году перешел в «Адмира Ваккер», где работал до 1954 года. Одновременно в 1948 году являлся главным тренером сборной Австрии во время олимпиады 1948 в Лондоне, а затем был одним из помощников тренера Вальтер Науш, когда австрийская национальная команда выиграла бронзовые медали во время чемпионата мира 1954 года в Швейцарии.
Следующим клубом в карьере Фрювирта был немецкий «Шальке-04», с которым в 1958 году завоевал единственный Чемпионский титул для этой команды. Затем в годы 1969—1962 тренировал немецкий «Карлсруэ». Потом вернулся в австрийскую премьер-лигу в столичный клуб «Аустрия», с которым в сезоне 1962/1963 выиграл национальный дубль: чемпионат Австрии и Кубок Австрии.
В 1964 году он снова становиться главным тренером сборной Австрии и руководит ей до 1967 года. В то время команда выступила неудачнр в отборочном цикле чемпионата мира-1966 и чемпионата Европы 1968. Общий баланс сборной Австрии: 20 матчей — 7 побед — 3 ничьи — 10 поражений.
Потом тренировал еще немецкую «Виктория» из Кёльна и австрийский «Ваттенс». В 1971 году завершил карьеру тренера.

## Статистика

### Матчи Сборной Австрии под руководством Эдуарда Фрювирта
| №   | Дата           | Оппонент  | Место     | Счёт | Соревнование             | Комментарий                                |
| --- | -------------- | --------- | --------- | ---- | ------------------------ | ------------------------------------------ |
| 206 | 18 апреля 1948 | Швейцария | Вена      | 3:1  | Товарищеский матч        |                                            |
| 207 | 2 мая 1948     | Венгрия   | Вена      | 3:2  | Кубок Центральной Европы |                                            |
| 208 | 30 мая 1948    | Турция    | Стамбул   | 1:0  | Товарищеский матч        | Первый матч с Турцией 100-я победа сборной |
| 209 | 11 июля 1948   | Швеция    | Стокгольм | 2:3  | Товарищеский матч        |                                            |
| 210 | 2 августа 1948 | Швеция    | Лондон    | 2:3  | Олимпийские игры 1948    |                                            |

## Достижения тренерской карьеры
«Шальке 04»
- Чемпион Германии : 1958
- Финалист Кубка Германии: 1955

«Аустрия»
- Чемпион Австрии : 1963
- Обладатель Кубка Австрии : 1963